# Togainu no Chi
Togainu no Chi (咎狗の血) est un jeu vidéo de type visual novel créé par Nitro+chiral. Le jeu a premièrement été édité au Japon sur PC en 2005, puis sur PlayStation 2 en 2008. Il est aussi sorti sur PSP en décembre 2010.
Il a aussi été adapté en un roman, trois manga et une série d'anime.
En France, seule la série de manga dessinée par Suguro Chayamachi est sortie, éditée par les éditions Ankama en juin 2011. Cinq volumes sont parus à ce jour.

## Synopsis
Après avoir été dévasté lors de la Troisième Guerre Mondiale (connue sous le nom de la « Troisième Division »), le Japon est divisé en deux. Plusieurs années après la fin de la guerre, une organisation criminelle appelée Vischio contrôle la ville détruite de Toshima (autrefois Tōkyō, la capitale du pays), où se déroule un jeu de combat : l’Igra.
L’Igra est un jeu de combat se déroulant à Toshima  durant lequel les participants peuvent mourir. Pour participer, il faut rencontrer Arbitro et lui donner ses raisons de participer. Après cela, les participants se voient confier cinq plaques d’identité, chacune gravée telle une carte d’un jeu classique. Une des plaques doit être attachée au cou du participant comme preuve. Les participants doivent alors mettre leurs vies en jeu afin de récupérer les plaques des autres participants, le but étant de rassembler une quinte flush royale. Lorsqu’un participant y parvient, il gagne le droit de défier Il-Re en combat. Le combat se termine lorsqu’un des participants meure ou touche le sol sur le dos. Le gagnant reçoit les plaques du perdant et est libre du destin de celui-ci.
Le personnage principal du jeu est un jeune homme dénommé Akira, faussement accusé d’un meurtre. Après avoir été arrêté, une mystérieuse femme lui rends visite et lui propose de lui rendre sa liberté s’il accepte de participer à l’Igra et de battre le boss : Il-Re. L’histoire suit le parcours difficile d’Akira dans la ville trouble et impitoyable de Toshima, afin de survivre et dénouer les mystères qui planent autour de lui.

## Personnages
Akira
seiyū : Kōsuke Toriumi (a.k.a. Spoon Sakiware)
Akira (アキラ) est le héros de l’histoire. Il est du genre cool et réservé. Il a grandi dans un orphelinat avec Keisuke. Akira est un champion imbattu d’un jeu de combat de rue nommé « Bl@ster » dont on le surnomme "LOST". Il est accusé de meurtre et risque presque à coup sûr l'emprisonnement à vie. Mais une femme, Emma, le sort de prison, en échange de quoi il doit participer à l’Igra.
Keisuke
seiyū : Tomokazu Sugita (a.k.a. Nanimusha)
Keisuke (ケイスケ) est l’ami d’enfance d’Akira, avec lequel il a grandi à l’orphelinat. Étant plutôt faible, il a toujours admiré Akira et la force de celui-ci. Il est habituellement calme et timide, mais peut s’énerver si Akira est menacé. Keisuke rejoindra Akira dans l’Igra, malgré sa faible force et son manque d’expérience de combat.
Rin
seiyū : Jun Fukuyama (a.k.a. Hayato Kiryuuin)
Rin (リン) est parfois pris pour une fille à cause de sa carrure, mais il est pourtant plutôt fort. Il guide Akira dans la ville et lui remonte parfois le moral. C'est le petit frère de Shiki et son but est de le tuer.
Shiki
seiyū : Hikaru Midorikawa
Shiki (シキ) est l’homme le plus fort dans l’Igra. Il est extrêmement craint, car il a pour habitude d’apparaître et de découper les participants sans attendre. Il n’est pourtant pas un participant de l’Igra et ne récupère donc aucune des plaques de ceux qu’il tue. C’est un homme violent et plein de mystères. Il est le grand frère de Rin et celui-ci veut se venger du fait qu'il ait tué ses amis dans le passé. Il n'est autre que le fameux Il-Re.
Nano
seiyū: Takumi Yamazaki (a.k.a. Prof. Shiryuu)
n (ナノ, Nano) est l’homme étant décrit par Shiki comme « la peur », il est le chef de Toshima selon Emma. Son sang est la source du « line » une drogue populaire chez les participants à l’Igra. Son vrai nom est Nicole Premier.
Motomi
seiyū: Kazuya Ichijō
Motomi (源泉) est un « dealer d’informations » qui connait donc bien le tournoi. Il est toujours mal rasé et fume beaucoup. Il ne participe pas au jeu, mais reste à Toshima pour l’observer.
Arbitro
seiyū: Masaru Hishi (PC, drama CD), Kōsuke Okano (PS2, anime)
Arbitro (アルビトロ, Arubitoro) est le chef de Vischio. Il est très « tape-à-l’œil » et porte toujours un masque sur son visage. Son passe-temps étrange consiste à admirer et à modifier les corps de jeunes hommes séduisants. En raison de ce « hobby », sa maison est pleine de statues d’hommes nus et il garde Kau, un être humain, en tant qu’animal de compagnie.
Kau
Kau (犬) l’animal de compagnie d’Arbitro, est un jeune garçon. Il a les cheveux blancs, est recouvert d’un habit en cuir noir, a les yeux bandés, un mors dans la bouche, et une grande cicatrice et des piercings sur le torse. Il marche toujours à quatre pattes. Arbitro a abimé ses yeux et des cordes vocales, il ne peut donc voir ni parler. Il a toutefois un sens aigu de l’odorat, et a été formé pour suivre une piste pour aider à trouver ceux qui enfreignent les règles de l’Igra. Le kanji de son nom signifie « chien » en japonais.
Kiriwar
seiyū: Katsuyuki Konishi (a.k.a. Fuji Bakuhatsu )
Kiriwar (キリオ, Kirio) est l’un des exécuteurs de l’Igra. Il traque et abat ceux qui ne respèctent pas les règles. Bien qu’il travaille pour Arbitro, sa relation avec lui est plutôt libre et il aime souvent le rendre fou. Il est grand et costaud, et porte toujours un tuyau métallique avec lui (qu’il a amoureusement nommé « Mitsuko »). Il est généralement en compagnie de Gunji, l’autre exécuteur, qu’il appelle « Hiyo » ou « Hiyoko » (qui signifie « poussin »).
Gunji
seiyū: Kishō Taniyama (a.k.a. Kazuya Sugisaki)
Gunji (グンジ) est le second exécuteur de l’Igra. Il se bat avec des griffes métalliques attachés à ses mains. Il n’est pas très malin et agit souvent impulsivement et violemment. Il est extrêmement sadique dans ses meurtres, mais a toujours un côté innocent et enfantin en lui… Il est généralement avec Kiriwar qu’il appelle « Jijii » (« vieil homme »). Il appelle aussi Arbitro, « papa », et Shiki « Shikitty ». Il semble confondre les chats et les chiens, car si Kau est censé être un « chien », Gunji parle de lui en « Tama », qui est un nom commun pour un chat de compagnie. Dans le manga, il a aussi nommé un chat trouvé « Pochi », le nom commun pour un chien de compagnie.
Emma
seiyū: Kaori Okuda (PC), Asako Dodo (PS2, anime)
Emma (エマ[Ema) est une belle femme de l’armée. Elle est celle qui « suggère » à Akira de participer à l’Igra comme moyen de se libérer de sa fausse accusation. On sait très peu de choses sur elle.

## Anime

### Liste des épisodes
| No | Titre français | Titre japonais | Titre japonais       | Date de 1re diffusion |
| No | Titre français | Kanji          | Rōmaji               | Date de 1re diffusion |
| -- | -------------- | -------------- | -------------------- | --------------------- |
| 1  |                | 虚夢/LOST      | Uro Yume / LOST      | 7 octobre 2010        |
| 2  |                | 死街/Toshima   | Shigai / Toshima     | 14 octobre 2010       |
| 3  |                | 狂争/Igra      | Kyōsō / Igra         | 21 octobre 2010       |
| 4  |                | 休刑/Ease      | Kyūkei / Ease        | 28 octobre 2010       |
| 5  |                | 決蔑/Crack     | Ketsubetsu / Crack   | 4 novembre 2010       |
| 6  |                | 怨鎖/Desire    | Onkun / Desire       | 11 novembre 2010      |
| 7  |                | 因念/Sever     | Innen / Sever        | 18 novembre 2010      |
| 8  |                | 酷白/Rein      | Koku Shiro / Rein    | 25 novembre 2010      |
| 9  |                | 薬束/Bond      | Kusuri Taba / Bond   | 2 décembre 2010       |
| 10 |                | 結脈/Il-Re     | Yui Myaku / Il-Re    | 9 décembre 2010       |
| 11 |                | 増悪/Convict   | Zōaku / Convict      | 16 décembre 2010      |
| 12 |                | 同至/Beginning | Dō Itari / Beginning | 23 décembre 2010      |

### Musique
- Générique de début :

« Rose Hip-Bullet » paroles par Kishō Taniyama, écrite et arrangée par Masaaki Iidzuka Masāki Īdzuka et interprétée par GRANRODEO.
- Génériques de fin :
  - « No Moral » (1er épisode) paroles par Saori Kodama, écrite par Miki Watanabe, arrangement par Toshimichi Isoe et interprétée par Kanako Itō.
  - « Bright Lights » (2d épisode) par Yochi Kimura.
  - « Don't Stare me » (3e épisode) paroles par Kenl, écrite et arrangée par Hideki Sakakibara et interprétée par VERTUEUX.
  - « 棘-Toge- » (4e épisode) paroles par Itoguchi Ma, écrite et interprétée par Sadie.
  - « Once more again » (5e épisode) paroles par Saori Kodama, écrite et arrangée par R・O・N et interprétée par Aki Misato
  - « Requiem Blue » (6e épisode) paroles par Kazuhiro Watanabe, écrite et arrangée par Hideki Sakakibara, et interprétée par Curriculu Machine feat. W.K.（Kazuhiro Watanabe).
  - « Crossing Fate » (7e épisode) paroles et écrite par R・O・N, interprétée par OLDCODEX.
  - « Yasashisa ni Mamorarete » (8e épisode) paroles par Saori Kodama, écrite par Yūsuke Yamamoto, arrangement par Hiroaki Ōno et interprétée par Kita Shūhei.
  - « Honed Moon〜咎レタ月〜 » (9e épisode) paroles par Ikuko Ebata, écrite et arrangée par Toshimiti Isoe et interprétée par Kanako Ito.
  - « Don't look away » (10e épisode) paroles et écrite par Hideki Sakakibara, arrangée et interprétée par Curriculu Machine.
  - « Still » (11e épisode) paroles par Kazuhiro Watanabe, écrite et arrangée par Isoe Toshimiti et interprétée par Ito Kanako.
  - « Grind "style GR" » (12e épisode) paroles par Kazuhiro Watanabe, écrite par Shintarō Jinbo, arrangée par Hiroaki Ōno et interprétée par GRANRODEO.